# Seznam medailistek na mistrovství Evropy v judu
Toto je seznam medailistek na mistrovství Evropy v judu.

## Superlehká váha (48 kg)
|         | Zlato                    | Stříbro                | Bronz                  | Bronz                    |
| ------- | ------------------------ | ---------------------- | ---------------------- | ------------------------ |
| ME 1975 | Edith Hrovatová          | Teresa Camposová       | Ann Löfová             | Sylvie Lecocqová         |
| ME 1976 | Jane Bridgeová           | Emilia Davicová        | Eva Hillesheimová      | Edith Bouthemyová        |
| ME 1977 | Eva Hillesheimová        | Annie Mazaudová        | Josefina Hommingaová   | Edith Bouthemyová        |
| ME 1978 | Jane Bridgeová           | Annie Vialová          | Christine Jankowskiová | María Luisa Iglesiasová  |
| ME 1979 | Edith Bouthemyová        | Josefina Hommingaová   | Heidi Grimmová         | Paola Napolitanová       |
| ME 1980 | Jane Bridgeová           | Paola Napolitanová     | Annie Bechepayová      | Eva Hillesheimová        |
| ME 1981 | Birgit Friedrichová      | Anna De Novellisová    | Karen Briggsová        | Verona Nađová            |
| ME 1982 | Karen Briggsová          | Anna De Novellisová    | Jaana Ronkainenová     | Marie-France Colignonová |
| ME 1983 | Karen Briggsová          | Anna-Maria Valvanová   | Fabienne Boffinová     | Birgit Friedrichová      |
| ME 1984 | Karen Briggsová          | Fabienne Boffinová     | Dolores Veguillasová   | Birgit Friedrichová      |
| ME 1985 | Marie-France Colignonová | Birgit Friedrichová    | Anna Chodakowská       | Ann-Marie Briodyová      |
| ME 1986 | Karen Briggsová          | Dolores Veguillasová   | Anita van der Pasová   | Fabienne Boffinová       |
| ME 1987 | Karen Briggsová          | Anna Chodakowská       | Anita van der Pasová   | Martine Dupondová        |
| ME 1988 | Jessica Galová           | Katalin Parraghová     | Martine Dupondová      | Dolores Veguillasová     |
| ME 1989 | Cécile Nowaková          | Karen Briggsová        | Małgorzata Roszkowská  | Marjo Vilholaová         |
| ME 1990 | Cécile Nowaková          | Karen Briggsová        | Jana Perlbergová       | Giovanna Tortoraová      |
| ME 1991 | Cécile Nowaková          | Karen Briggsová        | Yolanda Solerová       | Giovanna Tortoraová      |
| ME 1992 | Cécile Nowaková          | Yolanda Solerová       | Annikka Mutanenová     | Giovanna Tortoraová      |
| ME 1993 | Jana Perlbergová         | Taťjana Kuvšinovová    | Martine Dupondová      | Hülya Şenyurtová         |
| ME 1994 | Yolanda Solerová         | Sylvie Melouxová       | Justina Pinheirová     | Taťjana Kuvšinovová      |
| ME 1995 | Yolanda Solerová         | Sylvie Melouxová       | Joyce Heronová         | Taťjana Kuvšinovová      |
| ME 1996 | Yolanda Solerová         | Jana Perlbergová       | Laura Moiseová         | Giovanna Tortoraová      |
| ME 1997 | Sylvie Melouxová         | Anna-Maria Gradanteová | Svetlana Komarovová    | Taťjana Moskvinová       |
| ME 1998 | Sarah Nichilo-Rossová    | Taťjana Kuvšinovová    | Yolanda Solerová       | Jolanta Wojnarowiczová   |
| ME 1999 | Sarah Nichilo-Rossová    | Laura Moiseová         | Ann Simonsová          | Ljubov Bruletovová       |
| ME 2000 | Laura Moiseová           | Ljubov Bruletovová     | Julija Matijasová      | Sarah Nichilo-Rossová    |
| ME 2001 | Frédérique Jossinetová   | Laura Moiseová         | Giuseppina Macriová    | Ann Simonsová            |
| ME 2002 | Frédérique Jossinetová   | Taťjana Moskvinová     | Giuseppina Macriová    | Laura Moriczová          |
| ME 2003 | Ljubov Bruletovová       | Giuseppina Macriová    | Ann Simonsová          | Taťjana Moskvinová       |
| ME 2004 | Alina Dumitruová         | Taťjana Moskvinová     | Frédérique Jossinetová | Nynke Klopstraová        |
| ME 2005 | Alina Dumitruová         | Frédérique Jossinetová | Neşe Şensoyová         | Taťjana Moskvinová       |
| ME 2006 | Alina Dumitruová         | Neşe Şensoyová         | Frédérique Jossinetová | Michaela Baschinová      |
| ME 2007 | Alina Dumitruová         | Valentina Moscattová   | Frédérique Jossinetová | Vanesa Arenasová         |
| ME 2008 | Alina Dumitruová         | Frédérique Jossinetová | Éva Csernoviczká       | Ana Hormigová            |
| ME 2009 | Frédérique Jossinetová   | Éva Csernoviczká       | Michaela Baschinová    | Alina Dumitruová         |
| ME 2010 | Alina Dumitruová         | Éva Csernoviczká       | Oiana Blancová         | Charline Van Snicková    |
| ME 2011 | Alina Dumitruová         | Éva Csernoviczká       | Frédérique Jossinetová | Laëtitia Payetová        |
| ME 2012 | Alina Dumitruová         | Charline Van Snicková  | Éva Csernoviczká       | Laëtitia Payetová        |
| ME 2013 | Éva Csernoviczká         | Charline Van Snicková  | Laëtitia Payetová      | Ebru Şahinová            |
| ME 2014 | Éva Csernoviczká         | Amandine Buchardová    | Maryna Čerňaková       | Kristina Rumjancevová    |
| ME 2015 | Charline Van Snicková    | Ebru Şahinová          | Éva Csernoviczká       | Irina Dolgovová          |
| ME 2016 | Charline Van Snicková    | Éva Csernoviczká       | Dilara Lokmanhekimová  | Monica Ungureanuová      |
| ME 2017 | Darija Bilodidová        | Irina Dolgovová        | Éva Csernoviczká       | Monica Ungureanuová      |
| ME 2018 | Irina Dolgovová          | Éva Csernoviczká       | Maryna Čerňaková       | Milica Nikolićová        |
| ME 2019 | Darija Bilodidová        | Irina Dolgovová        | Julia Figueroaová      | Maruša Štangarová        |
| ME 2020 | Shirine Boukliová        | Andrea Stojadinová     | Distria Krasniqiová    | Katharina Menzová        |
| ME 2021 | Distria Krasniqiová      | Darija Bilodidová      | Mélanie Clémentová     | Sabina Giljazovová       |
| ME 2022 | Shirine Boukliová        | Catarina Costa         | Julia Figueroa         | Shira Rishony            |
| ME 2023 | Shirine Boukliová        | Catarina Costa         | Laura Martínezová      | Sabina Giljazovová       |
| ME 2024 | Kristina Dudinová        | Blandine Pont          | Catarina Costa         | Tamar Malca              |
| ME 2025 | Shirine Boukliová        | Catarina Costa         | Assunta Scutto         | Andrea Stojadinov        |

## Pololehká váha (52 kg)
|         | Zlato                      | Stříbro               | Bronz                     | Bronz                      |
| ------- | -------------------------- | --------------------- | ------------------------- | -------------------------- |
| ME 1975 | Christiane Herzogová       | Mileva Vasićová       | Hennie Mattemanová        | Gerda Winklbauerová        |
| ME 1976 | Edith Hrovatová            | Gerda Winklbauerová   | Hennie Mattemanová        | Andrée Dayezová            |
| ME 1977 | Edith Hrovatová            | Franka Luzziová       | Maria Vittoria Fontanaová | Jeannine Peetersová        |
| ME 1978 | Edith Hrovatová            | Sacramento Moyanová   | Christiane Herzogová      | Therése Nguyenová          |
| ME 1979 | Edith Hrovatová            | Hennie Mattemanová    | Sacramento Moyanová       | Bridget McCarthyová        |
| ME 1980 | Patricia Montagutiová      | Bridget McCarthyová   | Mileva Smiljanićová       | Edith Hrovatová            |
| ME 1981 | Edith Hrovatová            | Loretta Doyleová      | Sacramento Moyanová       | Erika van Weyenová         |
| ME 1982 | Edith Hrovatová            | Loretta Doyleová      | Pascale Dogerová          | Ann Löfová                 |
| ME 1983 | Loretta Doyleová           | Pascale Dogerová      | Patricia Montagutiová     | Edith Hrovatová            |
| ME 1984 | Edith Hrovatová            | Patricia Montagutiová | Inge Heuvelmansová        | Sacramento Moyanoová       |
| ME 1985 | Pascale Dogerová           | Tipi Kantojärviová    | Karen Briggsová           | Edith Hrovatová            |
| ME 1986 | Dominique Brunová          | Edith Hrovatová       | Loretta Doyleová          | Joanna Majdanová           |
| ME 1987 | Dominique Brunová          | Edith Hrovatová       | Sharon Rendleová          | Alessandra Giungiová       |
| ME 1988 | Alessandra Giungiová       | Jaana Ronkainenová    | Joanna Majdanová          | Dominique Brunová          |
| ME 1989 | Jaana Ronkainenová         | Dominique Brunová     | Joanna Majdanová          | Sharon Rendleová           |
| ME 1990 | Sharon Rendleová           | Katalin Parraghová    | Fabienne Boffinová        | Christel Deliègeová        |
| ME 1991 | Jessica Galová             | Loretta Doyleová      | Fabienne Boffinová        | Alessandra Giungiová       |
| ME 1992 | Loretta Doyleová           | Jessica Galová        | Heidi Goossensová         | Alessandra Giungiová       |
| ME 1993 | Almudena Muñozová          | Cécile Nowaková       | Elise Summersová          | Alessandra Giungiová       |
| ME 1994 | Larysa Krauseová           | Alessandra Giungiová  | Alexa von Schwichowová    | Deborah Allanová           |
| ME 1995 | Alessandra Giungiová       | Heidi Goossensová     | Larysa Krauseová          | Sharon Rendleová           |
| ME 1996 | Sharon Rendleová           | Alessandra Giungiová  | Nicole Flagothierová      | Marie-Claire Restouxová    |
| ME 1997 | Inge Clementová            | Alena Karycká         | Marie-Claire Restouxová   | Ljudmila Chramovová        |
| ME 1998 | Raffaella Imbrianiová      | Georgina Singletonová | Marie-Claire Restouxová   | Isabelle Schmutzová        |
| ME 1999 | Deborah Allanová           | Paula Saldanhaová     | Raffaella Imbrianiová     | Deborah Gravenstijnová     |
| ME 2000 | Laëtitia Tignolaová        | Georgina Singletonová | Deborah Gravenstijnová    | Ioana Dineaová             |
| ME 2001 | Inge Clementová            | Isabelle Schmutzová   | Laëtitia Tignolaová       | Ioana Dineaová             |
| ME 2002 | Georgina Singletonová      | Ana Carrascosaová     | Alina Dumitruová          | Petra Nareksová            |
| ME 2003 | Annabelle Euranieová       | Petra Nareksová       | Barbara Bukowská          | Georgina Singletonová      |
| ME 2004 | Ioana Aluașová             | Ilse Heylenová        | Petra Nareksová           | Telma Monteirová           |
| ME 2005 | Ilse Heylenová             | Ioana Aluașová        | Telma Monteirová          | Petra Nareksová            |
| ME 2006 | Telma Monteirová           | Ioana Aluașová        | Mareen Krähová            | Ilse Heylenová             |
| ME 2007 | Telma Monteirová           | Audrey La Rizzaová    | Petra Nareksová           | Ilse Heylenová             |
| ME 2008 | Ana Carrascosaová          | Romy Tarangulová      | Ioana Aluașová            | Petra Nareksová            |
| ME 2009 | Natalja Kuzjutinová        | Ana Carrascosaová     | Kitty Braviková           | Ilse Heylenová             |
| ME 2010 | Natalja Kuzjutinová        | Rosalba Forcinitiová  | Pénélope Bonnaová         | Ilse Heylenová             |
| ME 2011 | Pénélope Bonnaová          | Joana Ramosová        | Ana Carrascosaová         | Sophie Coxová              |
| ME 2012 | Andreea Chițuová           | Natalja Kuzjutinová   | Mareen Krähová            | Romy Tarangulová           |
| ME 2013 | Natalja Kuzjutinová        | Andreea Chițuová      | Laura Gómezová (ESP)      | Majlinda Kelmendiová (IJF) |
| ME 2014 | Majlinda Kelmendiová (IJF) | Natalja Kuzjutinová   | Andreea Chițuová          | Gili Kohenová              |
| ME 2015 | Andreea Chițuová           | Annabelle Euranieová  | Mareen Krähová            | Natalja Kuzjutinová        |
| ME 2016 | Majlinda Kelmendiová       | Priscilla Gnetová     | Andreea Chițuová          | Julija Ryžovová            |
| ME 2017 | Majlinda Kelmendiová       | Alesja Kuzněcovová    | Joana Ramosová            | Evelyne Tschoppová         |
| ME 2018 | Natalja Kuzjutinová        | Distria Krasniqiová   | Gefen Primová             | Evelyne Tschoppová         |
| ME 2019 | Majlinda Kelmendiová       | Natalja Kuzjutinová   | Amandine Buchardová       | Chelsie Gilesová           |
| ME 2020 | Odette Giuffridaová        | Andreea Chițuová      | Charline Van Snicková     | Estrella Lópezová          |
| ME 2021 | Amandine Buchardová        | Odette Giuffridaová   | Géfen Primová             | Réka Puppová               |
| ME 2022 | Chelsie Gilesová           | Amandine Buchardová   | Distria Krasniqiová       | Ana Viktorija Puljiz       |
| ME 2023 | Amandine Buchardová        | Distria Krasniqiová   | Mascha Ballhausová        | Chelsie Gilesová           |
| ME 2024 | Distria Krasniqiová        | Odette Giuffridaová   | Réka Puppová              | Ariane Toro                |
| ME 2025 | Distria Krasniqiová        | Odette Giuffridaová   | Naomi van Krevel          | Ariane Toro                |

## Lehká váha (57 kg)
|         | Zlato                   | Stříbro                   | Bronz                   | Bronz                   |
| ------- | ----------------------- | ------------------------- | ----------------------- | ----------------------- |
| ME 1975 | Sigrid Happová          | Franka Luzziová           | Maggy Calluová          | Jutta Reifgraberová     |
| ME 1976 | Sigrid Happová          | Sacramento Moyanová       | Sylviane Truciosová     | Franka Luzziová         |
| ME 1977 | Sigrid Happová          | Rebecka Ljungbergová      | Jeanine Meulemansová    | Vera van der Meulenová  |
| ME 1978 | Gerda Winklbauerová     | Dawn Netherwoodová        | Rebecca Ljungberghová   | Elisabetta Ricciatová   |
| ME 1979 | Gerda Winklbauerová     | Elisabetta Ricciatoová    | Sylviane Truciosová     | Rebecca Ljungberghová   |
| ME 1980 | Gerda Winklbauerová     | Liesbeth Beeksová         | Loretta Doyleová        | Therése Nguyenová       |
| ME 1981 | Gerda Winklbauerová     | Andrea Solbachová         | Laura Zimbarová         | Liesbeth Beeksová       |
| ME 1982 | Béatrice Rodriguezová   | Rebecca Limericková       | Gerda Winklbauerová     | Inge Krasserová         |
| ME 1983 | Gerda Winklbauerová     | Regina Philipsová         | Liesbeth Beeksová       | Béatrice Rodriguezová   |
| ME 1984 | Diane Bellová           | Gerda Winklbauerová       | Regina Philipsová       | Béatrice Rodriguezová   |
| ME 1985 | Béatrice Rodriguezová   | Gerda Winklbauerová       | Maria Gontowiczová      | Diane Bellová           |
| ME 1986 | Béatrice Rodriguezová   | Domenica Soraciová        | Ann Hughesová           | Maria Gontowiczová      |
| ME 1987 | Catherine Arnaudová     | Ann Hughesová             | Maria Gontowiczová      | Regina Philipsová       |
| ME 1988 | Catherine Arnaudová     | Miriam Blascová           | Jenny Galová            | Gisela Hämmerlingová    |
| ME 1989 | Catherine Arnaudová     | Maria Gontowicz-Szałasová | Jenny Galová            | Miriam Blascová         |
| ME 1990 | Catherine Arnaudová     | Gudrun Hauschová          | Nicole Flagothierová    | Nicola Fairbrotherová   |
| ME 1991 | Miriam Blascová         | Gooitske Marsmanová       | Catherine Arnaudová     | Gudrun Hauschová        |
| ME 1992 | Nicola Fairbrotherová   | Nicole Flagothierová      | Catherine Arnaudová     | Miriam Blascová         |
| ME 1993 | Nicola Fairbrotherová   | Tanja Münzingerová        | Nicole Flagothierová    | Anita Kubicaová         |
| ME 1994 | Jessica Galová          | Nicola Fairbrotherová     | Magali Batonová         | Ursula Myrénová         |
| ME 1995 | Nicola Fairbrotherová   | Isabel Fernándezová       | Jessica Galová          | Einat Jaronová          |
| ME 1996 | Jessica Galová          | Mária Pekliová            | Magali Batonová         | Isabel Fernándezová     |
| ME 1997 | Marisabelle Lombaová    | Isabel Fernándezová       | Magali Batonová         | Beata Kucharzewská      |
| ME 1998 | Isabel Fernándezová     | Deborah Allanová          | Deborah Gravenstijnová  | Magali Batonová         |
| ME 1999 | Isabel Fernándezová     | Magali Batonová           | Cinzia Cavazzutiová     | Michaela Vernerová      |
| ME 2000 | Barbara Harelová        | Pernilla Anderssonová     | Jessica Galová          | Michaela Vernerová      |
| ME 2001 | Isabel Fernándezová     | Deborah Gravenstijnová    | Barbara Harelová        | Cinzia Cavazzutiová     |
| ME 2002 | Cinzia Cavazzutiová     | Yvonne Bönischová         | Isabel Fernándezová     | Deborah Gravenstijnová  |
| ME 2003 | Isabel Fernándezová     | Lena Göldiová             | Sophie Coxová           | Sabrina Filzmoserová    |
| ME 2004 | Isabel Fernándezová     | Sophie Coxová             | Natalja Jucharevová     | Cinzia Cavazzutiová     |
| ME 2005 | Olga Soninová           | Sophie Coxová             | Isabel Fernándezová     | Sabrina Filzmoserová    |
| ME 2006 | Barbara Harelová        | Kifayət Qasımovová        | Isabel Fernándezová     | Sabrina Filzmoserová    |
| ME 2007 | Isabel Fernándezová     | Yvonne Bönischová         | Kifayət Qasımovová      | Sabrina Filzmoserová    |
| ME 2008 | Sabrina Filzmoserová    | Isabel Fernándezová       | Kifayət Qasımovová      | Barbara Harelová        |
| ME 2009 | Telma Monteirová        | Sarah Clarková            | Hedvig Karakasová       | Morgane Riboutová       |
| ME 2010 | Corina Căprioriuová     | Sabrina Filzmoserová      | Hedvig Karakasová       | Telma Monteirová        |
| ME 2011 | Sabrina Filzmoserová    | Telma Monteirová          | Corina Căprioriuová     | Irina Zabludinová       |
| ME 2012 | Telma Monteirová        | Julieta Bukuvalaová       | Automne Paviaová        | Miryam Roperová         |
| ME 2013 | Automne Paviaová        | Sabrina Filzmoserová      | Irina Zabludinová       | Telma Monteirová        |
| ME 2014 | Automne Paviaová        | Miryam Roperová           | Sabrina Filzmoserová    | Telma Monteirová        |
| ME 2015 | Telma Monteirová        | Hedvig Karakasová         | Nora Gjakovaová         | Miryam Roperová         |
| ME 2016 | Automne Paviaová        | Ivelina Ilievová          | Nora Gjakovaová         | Timna Nelsonová Levyová |
| ME 2017 | Priscilla Gnetová       | Theresa Stollová          | Nora Gjakovaová         | Hélène Receveauxová     |
| ME 2018 | Nora Gjakovaová         | Theresa Stollová          | Anastasija Konkinová    | Telma Monteirová        |
| ME 2019 | Darja Mežecká           | Nora Gjakovaová           | Telma Monteirová        | Pauline Starkeová       |
| ME 2020 | Hedvig Karakasová       | Telma Monteirová          | Sarah-Léonie Cysiqueová | Theresa Stollová        |
| ME 2021 | Telma Monteirová        | Kaja Kajzerová            | Sarah-Léonie Cysiqueová | Nora Gjakovaová         |
| ME 2022 | Timna Nelsonová Levyová | Sarah-Léonie Cysiqueová   | Mina Libeer             | Eteri Liparteliani      |
| ME 2023 | Darja Kurbonmamadovová  | Marica Perišićová         | Nora Gjakovaová         | Sarah-Léonie Cysiqueová |
| ME 2024 | Darija Bilodidová       | Kaja Kajzerová            | Eteri Liparteliani      | Timna Nelsonová Levyová |
| ME 2025 | Seija Ballhausová       | Eteri Liparteliani        | Martha Fawaz            | Veronica Toniolo        |

## Polostřední váha (63 kg)
|         | Zlato                     | Stříbro                   | Bronz                   | Bronz                     |
| ------- | ------------------------- | ------------------------- | ----------------------- | ------------------------- |
| ME 1975 | Martine Rottierová        | Marie-France Milová       | Yvonne Vringerová       | Kathy Nicolová            |
| ME 1976 | Martine Rottierová        | Marija Angelovićová       | Marie-France Milová     | Andrea Hilgerová          |
| ME 1977 | Ingrid Bergová            | Carina Thomasová          | Martine Rottierová      | Andrea Hilgerová          |
| ME 1978 | Ingrid Bergová            | Martine Rottierová        | Gloria Montiová         | Jeannine Peetersová       |
| ME 1979 | Brigitte Deydierová       | Dawn Netherwoodová        | Laura Di Tomaová        | Ingrid Bergová            |
| ME 1980 | Laura Di Tomaová          | Brigitte Deydierová       | Marija Angelovićová     | Jeannine Peetersová       |
| ME 1981 | Ann Hughesová             | Laura Di Tomaová          | Martine Rottierová      | Ingrid Bergová            |
| ME 1982 | Herta Reiterová           | Chantal Hanová            | Martine Rottierová      | Gabi Ritschelová          |
| ME 1983 | Ann Hughesová             | Gabi Ritschelová          | Martine Rottierová      | Herta Reiterová           |
| ME 1984 | Martine Rottierová        | Petra Wahnsiedlerová      | Ann Hughesová           | Laura Di Tomaová          |
| ME 1985 | Bogusława Olechnowiczová  | Gabi Ritschelová          | Ann De Brabandereová    | Ann Hughesová             |
| ME 1986 | Diane Bellová             | Ann De Brabandereová      | Gabi Ritschelová        | Céline Géraudová          |
| ME 1987 | Bogusława Olechnowiczová  | Chita Grossová            | Gabi Ritschelová        | Diane Bellová             |
| ME 1988 | Diane Bellová             | Begoña Gómezová           | Frauke Eickhoffová      | Renate Lehnerová          |
| ME 1989 | Catherine Fleuryová       | Lenka Šindlerová          | Diane Bellová           | Ja'el Aradová             |
| ME 1990 | Begoña Gómezová           | Diane Bellová             | Susann Singerová        | Gabi Ritschelová          |
| ME 1991 | Zsuzsa Nagyová            | Frauke Eickhoffová        | Ja'el Aradová           | Susanne Profanterová      |
| ME 1992 | Bogusława Olechnowiczová  | Frauke Eickhoffová        | Jelena Petrovová        | Begoña Gómezová           |
| ME 1993 | Ja'el Aradová             | Gella Vandecaveyeová      | Diane Bellová           | Catherine Fleuryová       |
| ME 1994 | Gella Vandecaveyeová      | Diane Bellová             | Miroslava Jánošíková    | Miriam Blascová           |
| ME 1995 | Jenny Galová              | Diane Bellová             | Gella Vandecaveyeová    | Catherine Fleuryová       |
| ME 1996 | Gella Vandecaveyeová      | Catherine Vachonová       | Jenny Galová            | Diane Bellová             |
| ME 1997 | Gella Vandecaveyeová      | Michaela Vernerová        | Séverine Vandenhendeová | Irena Tokarzová           |
| ME 1998 | Gella Vandecaveyeová      | Sara Álvarezová           | Radka Štusáková         | Nancy van Stokkumová      |
| ME 1999 | Gella Vandecaveyeová      | Jenny Galová              | Anja von Rekowskiová    | Sara Álvarezová           |
| ME 2000 | Gella Vandecaveyeová      | Séverine Vandenhendeová   | Anna Sarajevová         | Sara Álvarezová           |
| ME 2001 | Gella Vandecaveyeová      | Claudia Heillová          | Ylenia Scapinová        | Radka Štusáková           |
| ME 2002 | Lucie Décosseová          | Karen Robertsová          | Gella Vandecaveyeová    | Claudia Heillová          |
| ME 2003 | Sara Álvarezová           | Gella Vandecaveyeová      | Claudia Heillová        | Ylenia Scapinová          |
| ME 2004 | Sara Álvarezová           | Aneta Szczepańská         | Julija Kuzinová         | Sarah Clarková            |
| ME 2005 | Elisabeth Willeboordseová | Claudia Heillová          | Lucie Décosseová        | Claudia Malzahnová        |
| ME 2006 | Sarah Clarková            | Lucie Décosseová          | Ylenia Scapinová        | Elisabeth Willeboordseová |
| ME 2007 | Lucie Décosseová          | Urška Žolnirová           | Anna von Harnierová     | Claudia Heillová          |
| ME 2008 | Lucie Décosseová          | Claudia Malzahnová        | Elis Šlezingrová        | Urška Žolnirová           |
| ME 2009 | Urška Žolnirová           | Vera Kovalová             | Marijana Miškovićová    | Elis Šlezingrová          |
| ME 2010 | Elisabeth Willeboordseová | Edwige Gwendová           | Vlora Beđetiová         | Vera Kovalová             |
| ME 2011 | Gévrise Émaneová          | Anicka van Emdenová       | Hilde Drexlerová        | Urška Žolnirová           |
| ME 2012 | Gévrise Émaneová          | Jarden Džerbiová          | Clarisse Agbegnenouová  | Elis Šlezingrová          |
| ME 2013 | Clarisse Agbegnenouová    | Marta Labazinová          | Jarden Džerbiová        | Tina Trstenjaková         |
| ME 2014 | Clarisse Agbegnenouová    | Tina Trstenjaková         | Agata Ozdobová          | Anicka van Emdenová       |
| ME 2015 | Martyna Trajdosová        | Tina Trstenjaková         | Clarisse Agbegnenouová  | Jarden Džerbiová          |
| ME 2016 | Tina Trstenjaková         | Kathrin Unterwurzacherová | Jekatěrina Valkovová    | Anicka van Emdenová       |
| ME 2017 | Tina Trstenjaková         | Margaux Pinotová          | Elis Šlezingrová        | Kathrin Unterwurzacherová |
| ME 2018 | Clarisse Agbegnenouová    | Tina Trstenjaková         | Lucy Renshallová        | Martyna Trajdosová        |
| ME 2019 | Clarisse Agbegnenouová    | Elis Šlezingrová          | Maria Centracchiová     | Sanne Vermeerová          |
| ME 2020 | Clarisse Agbegnenouová    | Magdaléna Krššáková       | Martyna Trajdosová      | Juul Franssenová          |
| ME 2021 | Tina Trstenjaková         | Darija Davydovová         | Andreja Leškiová        | Sanne Vermeerová          |
| ME 2022 | Gemma Howellová           | Laura Fazliu              | Szofi Özbasová          | Gili Sharir               |
| ME 2023 | Andreja Leškiová          | Gili Sharir               | Laura Fazliu            | Angelika Szymańska        |
| ME 2024 | Renata Zachová            | Joanne van Lieshout       | Andreja Leškiová        | Savita Russo              |
| ME 2025 | Renata Zachová            | Clarisse Agbegnenouová    | Joanne van Lieshout     | Carlotta Avanzato         |

## Střední váha (70 kg)
|         | Zlato                   | Stříbro                 | Bronz                   | Bronz                    |
| ------- | ----------------------- | ----------------------- | ----------------------- | ------------------------ |
| ME 1975 | Paulette Fouilletová    | Jocelyne Triadouová     | Cornelia Weissová       | Laura Di Tomaová         |
| ME 1976 | Paulette Fouilletová    | Jocelyne Triadouová     | Gabriele Czerwinskiová  | Laura Di Tomaová         |
| ME 1977 | Gabriele Czerwinskiová  | Marie-France Milová     | Ute Drögekampová        | Annie-Laure Sucová       |
| ME 1978 | Karin Krügerová         | Verena Rothacherová     | Marie-France Milová     | Paulette Fouilletová     |
| ME 1979 | Marie-France Milová     | Maureen Bennettová      | Karin Krügerová         | Muriel Iglesiasová       |
| ME 1980 | Catherine Pierreová     | Nadia Amerighiová       | Paula Mallensová        | Marie-France Milová      |
| ME 1981 | Marie-France Milová     | Alexandra Schreiberová  | Edith Simonová          | Agneta Anderssonová      |
| ME 1982 | Edith Simonová          | Dawn Netherwoodová      | Karin Krügerová         | Claudette Dekarzová      |
| ME 1983 | Laura Di Tomaová        | Dawn Netherwoodová      | Alexandra Schreiberová  | Gertrude Kranzlová       |
| ME 1984 | Brigitte Deydierová     | Roswitha Hartlová       | Irene de Koková         | Godelieve Lieckensová    |
| ME 1985 | Brigitte Deydierová     | Roswitha Hartlová       | Elisabeth Karlssonová   | María Carmen Bellónová   |
| ME 1986 | Brigitte Deydierová     | Alexandra Schreiberová  | Cristina Fiorentiniová  | Elisabeth Karlssonová    |
| ME 1987 | Chantal Hanová          | Karin Krügerová         | Jolanta Adamczyková     | Michèle Lionnetová       |
| ME 1988 | Alexandra Schreiberová  | Emanuela Pierantozziová | Brigitte Deydierová     | Roswitha Hartlová        |
| ME 1989 | Emanuela Pierantozziová | Alexandra Schreiberová  | Claire Lecatová         | Ulla Werbroucková        |
| ME 1990 | Alexandra Schreiberová  | Kate Howeyová           | Claire Lecatová         | Marimar Alcíbarová       |
| ME 1991 | Isabelle Beauruelleová  | Kate Howeyová           | Emanuela Pierantozziová | Chantal Hanová           |
| ME 1992 | Emanuela Pierantozziová | Heidi Rakelsová         | Jelena Kotělnikovová    | Alexandra Schreiberová   |
| ME 1993 | Alice Duboisová         | Chloe Cowenová          | Claudia Zwiersová       | Emanuela Pierantozziová  |
| ME 1994 | Rowena Sweatmanová      | Anneliese Anglbergerová | Claudia Zwiersová       | Radka Štusáková          |
| ME 1995 | Alice Duboisová         | Emanuela Pierantozziová | Ute Burmeisterová       | Rowena Sweatmanová       |
| ME 1996 | Claudia Zwiersová       | Emanuela Pierantozziová | Anja von Rekowskiová    | Radka Štusáková          |
| ME 1997 | Yvonne Wansartová       | Úrsula Martínová        | Claudia Zwiersová       | Kate Howeyová            |
| ME 1998 | Ulla Werbroucková       | Karin Kienhuisová       | Kate Howeyová           | Ylenia Scapinová         |
| ME 1999 | Ulla Werbroucková       | Ylenia Scapinová        | Úrsula Martínová        | Yvonne Wansartová        |
| ME 2000 | Úrsula Martín-Oñate     | Kate Howeyová           | Ulla Werbroucková       | Ylenia Scapinová         |
| ME 2001 | Ulla Werbroucková       | Cecilia Blancová        | Adriana Dadciová        | Mariela Spaceková        |
| ME 2002 | Adriana Dadciová        | Edith Boschová          | Amina Abdellatifová     | Raša Sraková             |
| ME 2003 | Raša Sraková            | Heide Wollertová        | Catherine Jacquesová    | Silvia Schlagnitweitová  |
| ME 2004 | Edith Boschová          | Cecilia Blancová        | Raša Sraková            | Andrea Pažoutová         |
| ME 2005 | Edith Boschová          | Ylenia Scapinová        | Catherine Jacquesová    | Anett Mészárosová        |
| ME 2006 | Gévrise Émaneová        | Heide Wollertová        | Catherine Jacquesová    | Maryna Pryščepová        |
| ME 2007 | Gévrise Émaneová        | Katarzyna Piłociková    | Edith Boschová          | Maryna Pryščepová        |
| ME 2008 | Ylenia Scapinová        | Leire Iglesiasová       | Gévrise Émaneová        | Kerstin Thieleová        |
| ME 2009 | Lucie Décosseová        | Kerstin Thieleová       | Edith Boschová          | Catherine Jacquesová     |
| ME 2010 | Anett Mészárosová       | Raša Sraková            | Cecilia Blancová        | Juliane Robraová         |
| ME 2011 | Edith Boschová          | Cecilia Blancová        | Erica Barbieriová       | Lucie Décosseová         |
| ME 2012 | Edith Boschová          | Katarzyna Kłysová       | Juliane Robraová        | Raša Sraková             |
| ME 2013 | Kim Pollingová          | Linda Bolderová         | Bernadette Grafová      | Laura Vargasová Kochová  |
| ME 2014 | Kim Pollingová          | Laura Vargasová Kochová | Bernadette Grafová      | Barbara Matićová         |
| ME 2015 | Kim Pollingová          | Laura Vargasová Kochová | Szaundra Diedrichová    | Bernadette Grafová       |
| ME 2016 | Gévrise Émaneová        | Esther Stamová          | Szabina Gercsáková      | Fanny-Estelle Posviteová |
| ME 2017 | Sanne van Dijkeová      | Giovanna Scoccimarrová  | Marie-Eve Gahiéová      | Barbara Matićová         |
| ME 2018 | Kim Pollingová          | Sally Conwayová         | Gemma Howellová         | Michaela Polleresová     |
| ME 2019 | Margaux Pinotová        | Sanne van Dijkeová      | Anna Benholmová         | Barbara Matićová         |
| ME 2020 | Margaux Pinotová        | Sanne van Dijkeová      | Madina Tajmazovová      | Marie-Eve Gahiéová       |
| ME 2021 | Sanne van Dijkeová      | Margaux Pinotová        | Madina Tajmazovová      | Bárbara Timová           |
| ME 2022 | Marie-Eve Gahiéová      | Sanne van Dijkeová      | Margaux Pinotová        | Anka Pogačniková         |
| ME 2023 | Marie-Eve Gahiéová      | Madina Tajmazovová      | Sanne van Dijkeová      | Barbara Matićová         |
| ME 2024 | Barbara Matićová        | Elisavet Teltsidou      | Lara Cvjetko            | Ai Tsunoda               |
| ME 2025 | Szofi Özbasová          | Elisavet Teltsidou      | Lara Cvjetko            | Aleksandra Andrić        |

## Polotěžká váha (78 kg)
|         | Zlato                 | Stříbro                | Bronz                    | Bronz                       |
| ------- | --------------------- | ---------------------- | ------------------------ | --------------------------- |
| ME 1975 | Catherine Pierreová   | Rebecca Küttnerová     | Ellen Cobbová            | Geraldine Harmonová         |
| ME 1976 | Catherine Pierreová   | Marianne Jirkalová     | Noella Jodogneová        | Judith Salzmannová          |
| ME 1977 | Catherine Pierreová   | Concepción Costaová    | Barbara Claßenová        | Andrea Gerberová            |
| ME 1978 | Barbara Claßenová     | Catherine Pierreová    | El Vermeerová            | Avril Malleyová             |
| ME 1979 | Jocelyne Triadouová   | Judith Salzmannová     | Barbara Claßenová        | Susanne Litscherová         |
| ME 1980 | Jocelyne Triadouová   | Ingrid Berghmansová    | Barbara Claßenová        | Avril Malleyová             |
| ME 1981 | Jocelyne Triadouová   | Barbara Claßenová      | Ingrid Berghmansová      | Karin Poschová              |
| ME 1982 | Jocelyne Triadouová   | Barbara Claßenová      | Marina Bergová           | Ines Kaspersová             |
| ME 1983 | Ingrid Berghmansová   | Véronique Vigneronová  | Barbara Claßenová        | Karin Poschová              |
| ME 1984 | Barbara Claßenová     | Christine Cicotová     | Fabienne Antoineová      | Theresa Haydenová           |
| ME 1985 | Ingrid Berghmansová   | Barbara Claßenová      | Natalina Lupinová        | Karin Poschová              |
| ME 1986 | Irene de Koková       | Barbara Claßenová      | Ingrid Berghmansová      | Laëtitia Meignanová         |
| ME 1987 | Irene de Koková       | Ingrid Berghmansová    | Stefania Drzewickaová    | Annamaria Colagrossiová     |
| ME 1988 | Ingrid Berghmansová   | Isabel Cortabitarteová | Elisabeth Karlssonová    | Laëtitia Meignanová         |
| ME 1989 | Ingrid Berghmansová   | Elisabeth Karlssonová  | Marion van Dorssenová    | Aline Bataillerová          |
| ME 1990 | Karin Krügerová       | Jelena Besovová        | Laëtitia Meignanová      | Ulla Werbroucková           |
| ME 1991 | Laëtitia Meignanová   | Elisabeth Karlssonová  | Marion van Dorssenová    | Ulla Werbroucková           |
| ME 1992 | Laëtitia Meignanová   | Ulla Werbroucková      | Irene de Koková          | Karin Krügerová             |
| ME 1993 | Laëtitia Meignanová   | Ulla Werbroucková      | Kate Howeyová            | Karin Kienhuisová           |
| ME 1994 | Ulla Werbroucková     | Estha Essombeová       | Kate Howeyová            | Cristina Curtová            |
| ME 1995 | Ulla Werbroucková     | Estha Essombeová       | Kate Howeyová            | Doris Pöllhuberová          |
| ME 1996 | Ulla Werbroucková     | Karin Kienhuisová      | Hannah Ertelová          | Estha Essombeová            |
| ME 1997 | Ulla Werbroucková     | Chloe Cowenová         | Karin Kienhuisová        | Uta Kühnenová               |
| ME 1998 | Esther San Miguelová  | Céline Lebrunová       | Uta Kühnenová            | Chloe Cowenová              |
| ME 1999 | Céline Lebrunová      | Svetlana Pantělejevová | Heidi Rakelsová          | Chloe Cowenová              |
| ME 2000 | Céline Lebrunová      | Chloe Cowenová         | Uta Kühnenová            | Anastasija Matrosovová      |
| ME 2001 | Céline Lebrunová      | Heidi Rakelsová        | Claudia Zwiersová        | Michelle Rogersová          |
| ME 2002 | Céline Lebrunová      | Lucia Moricová         | Anastasija Matrosovová   | Claudia Zwiersová           |
| ME 2003 | Lucia Moricová        | Raquel Prietová        | Jenny Karlová            | Céline Lebrunová            |
| ME 2004 | Jenny Karlová         | Lucia Moricová         | Anastasija Matrosovová   | Esther San Miguelová        |
| ME 2005 | Céline Lebrunová      | Rachel Wildingová      | Anastasija Matrosovová   | Lucia Moricová              |
| ME 2006 | Vera Moskaljuková     | Céline Lebrunová       | Svetlana Timošenková     | Esther San Miguelová        |
| ME 2007 | Stéphanie Possamaïová | Vera Moskaljuková      | Michelle Rogersová       | Esther San Miguelová        |
| ME 2008 | Heide Wollertová      | Vera Moskaljuková      | Yahima Ramirezová        | Esther San Miguelová        |
| ME 2009 | Esther San Miguelová  | Maryna Pryščepová      | Svetlana Timošenková     | Heide Wollertová            |
| ME 2010 | Abigél Joóová         | Marhinde Verkerková    | Lucie Louetteová         | Maryna Pryščepová           |
| ME 2011 | Audrey Tcheuméová     | Lucie Louetteová       | Luise Malzahnová         | Anamari Velenšeková         |
| ME 2012 | Abigél Joóová         | Audrey Tcheuméová      | Maryna Pryščepová        | Anamari Velenšeková         |
| ME 2013 | Lucie Louetteová      | Anamari Velenšeková    | Abigél Joóová            | Marhinde Verkerková         |
| ME 2014 | Audrey Tcheuméová     | Marhinde Verkerková    | Abigél Joóová            | Lucie Louetteová Kanningová |
| ME 2015 | Marhinde Verkerková   | Luise Malzahnová       | Guusje Steenhuisová      | Anamari Velenšeková         |
| ME 2016 | Audrey Tcheuméová     | Guusje Steenhuisová    | Luise Malzahnová         | Natalie Powellová           |
| ME 2017 | Audrey Tcheuméová     | Guusje Steenhuisová    | Abigél Joóová            | Natalie Powellová           |
| ME 2018 | Madeleine Malongaová  | Audrey Tcheuméová      | Natalie Powellová        | Anna-Maria Wagnerová        |
| ME 2019 | Klara Apotekarová     | Guusje Steenhuisová    | Loriana Kukaová          | Madeleine Malongaová        |
| ME 2020 | Madeleine Malongaová  | Luise Malzahnová       | Karla Prodanová          | Loriana Kukaová             |
| ME 2021 | Beata Pacutová        | Guusje Steenhuisová    | Fanny-Estelle Posviteová | Bernadette Grafová          |
| ME 2022 | Alina Böhmová         | Guusje Steenhuisová    | Madeleine Malongaová     | Alice Bellandiová           |
| ME 2023 | Alina Böhmová         | Alice Bellandiová      | Patrícia Sampaiová       | Inbar Lanirová              |
| ME 2024 | Audrey Tcheuméová     | Anna-Maria Wagner      | Alina Böhmová            | Inbar Lanirová              |
| ME 2025 | Patrícia Sampaio      | Anna Monta Olek        | Julija Kurčenková        | Fanny Estelle Posvite       |

## Těžká váha (nad 78 kg)
|         | Zlato                   | Stříbro                 | Bronz                   | Bronz                  |
| ------- | ----------------------- | ----------------------- | ----------------------- | ---------------------- |
| ME 1975 | Christine Childová      | Margherita De Calová    | Christiane Kieburgová   | Margaret McKennaová    |
| ME 1976 | Christiane Kieburgová   | Ellen Cobbová           | Margherita De Calová    | Giovanna Parentiová    |
| ME 1977 | Christiane Kieburgová   | Margit Schmutzerová     | Muriel Sameryová        | Pia Olssonová          |
| ME 1978 | Christiane Kieburgová   | Margit Schmutzerová     | Muriel Sameryová        | Giovanna Parentiová    |
| ME 1979 | Christiane Kieburgová   | Margherita De Calová    | Muriel Sameryová        | Margit Schmutzerová    |
| ME 1980 | Margherita De Calová    | Paulette Fouilletová    | Christiane Kieburgová   | Heather Fordová        |
| ME 1981 | Margherita De Calová    | Christiane Kieburgová   | Véronique Vigneronová   | Marjolein van Unenová  |
| ME 1982 | Marjolein van Unenová   | Christiane Kieburgová   | Véronique Vigneronová   | Margherita De Calová   |
| ME 1983 | Maria Teresa Mottaová   | Natalina Lupinová       | Marjolein van Unenová   | Helen Wantlingová      |
| ME 1984 | Marjolein van Unenová   | Natalina Lupinová       | Marica Arsenovićová     | Maria Teresa Mottaová  |
| ME 1985 | Sandra Bradshawová      | Anne Vainiová           | Marjolein van Unenová   | Maria Teresa Mottaová  |
| ME 1986 | Beata Maksymowová       | Sandra Bradshawová      | Isabelle Paqueová       | Regina Sigmundová      |
| ME 1987 | Isabelle Paqueová       | Angelique Serieseová    | Karin Kutzová           | Ángela Medinaová       |
| ME 1988 | Angelique Serieseová    | Isabelle Paqueová       | Karin Kutzová           | Sharon Leeová          |
| ME 1989 | Angelique Serieseová    | Anne Åkerblomová        | Beata Maksymowová       | Natalina Lupinová      |
| ME 1990 | Christine Cicotová      | Regina Sigmundová       | Monique van der Leeová  | Maria Teresa Mottaová  |
| ME 1991 | Beata Maksymowová       | Claudia Weberová        | Svetlana Gundarenková   | Angelique Serieseová   |
| ME 1992 | Svetlana Gundarenková   | Claudia Weberová        | Renata Szalová          | Monique van der Leeová |
| ME 1993 | Monique van der Leeová  | Svetlana Gundarenková   | Beata Maksymowová       | Natalina Lupinová      |
| ME 1994 | Angelique Serieseová    | Beata Maksymowová       | Svetlana Gundarenková   | Raquel Barrientosová   |
| ME 1995 | Svetlana Gundarenková   | Christine Cicotová      | Beata Maksymowová       | Monique van der Leeová |
| ME 1996 | Angelique Serieseová    | Johanna Hagnová         | Svetlana Gundarenková   | Michelle Rogersová     |
| ME 1997 | Johanna Hagnová         | Michelle Rogersová      | Céline Lebrunová        | Beata Maksymowová      |
| ME 1998 | Karina Bryantová        | Raquel Barrientosová    | Sandra Köppenová        | Christine Cicotová     |
| ME 1999 | Irina Rodinová          | Cvetana Božilovová      | Brigitte Olivierová     | Sandra Köppenová       |
| ME 2000 | Karina Bryantová        | Irina Rodinová          | Johanna Hagnová         | Christine Cicotová     |
| ME 2001 | Katja Gerberová         | Tea Donguzašviliová     | Sissi Veysová           | Mara Kovačevićová      |
| ME 2002 | Sandra Köppenová        | Anne-Sophie Mondièreová | Barbara Andolinaová     | Françoise Harteveldová |
| ME 2003 | Karina Bryantová        | Tea Donguzašviliová     | Marie-Elisabeth Veysová | Sandra Köppenová       |
| ME 2004 | Maryna Prokofjevová     | Karina Bryantová        | Katrin Beinrothová      | Cvetana Božilovová     |
| ME 2005 | Karina Bryantová        | Tea Donguzašviliová     | Katrin Beinrothová      | Maryna Prokofjevová    |
| ME 2006 | Anne-Sophie Mondièreová | Carola Uilenhoedová     | Julija Borisiková       | Lucija Polavderová     |
| ME 2007 | Anne-Sophie Mondièreová | Carola Uilenhoedová     | Tea Donguzašviliová     | Lucija Polavderová     |
| ME 2008 | Anne-Sophie Mondièreová | Tea Donguzašviliová     | Franziska Konitzová     | Lucija Polavderová     |
| ME 2009 | Jelena Ivaščenková      | Urszula Sadkowská       | Gülşah Kocatürková      | Franziska Konitzová    |
| ME 2010 | Lucija Polavderová      | Tea Donguzašviliová     | Karina Bryantová        | Urszula Sadkowská      |
| ME 2011 | Jelena Ivaščenková      | Anne-Sophie Mondièreová | Tea Donguzašviliová     | Lucija Polavderová     |
| ME 2012 | Jelena Ivaščenková      | Lucija Polavderová      | Karina Bryantová        | Belkıs Zehra Kayaová   |
| ME 2013 | Lucija Polavderová      | Emilie Andéolová        | Belkıs Zehra Kayaová    | Iryna Kindzerská       |
| ME 2014 | Emilie Andéolová        | Larisa Cerićová         | Franziska Konitzová     | Jasmin Külbsová        |
| ME 2015 | Emilie Andéolová        | Jasmin Külbsová         | Svitlana Jaromková      | Belkıs Zehra Kayaová   |
| ME 2016 | Kayra Sayitová          | Svitlana Jaromková      | Belkıs Zehra Kayaová    | Jasmin Külbsová        |
| ME 2017 | Maryna Slucká           | Svitlana Jaromková      | Carolin Weißová         | Larisa Cerićová        |
| ME 2018 | Romane Dicková          | Larisa Cerićová         | Jelyzaveta Kalaninová   | Tessie Savelkoulsová   |
| ME 2019 | Maryna Slucká           | Larisa Cerićová         | Xenija Čibisovová       | Iryna Kindzerská       |
| ME 2020 | Romane Dicková          | Iryna Kindzerská        | Rochele Nunesová        | Jelyzaveta Kalaninová  |
| ME 2021 | Kayra Sayitová          | Léa Fontaineová         | Maryna Slucká           | Rochele Nunesová       |
| ME 2022 | Romane Dicková          | Raz Heršková            | Asya Tavano             | Sebile Akbulutová      |
| ME 2023 | Romane Dicková          | Raz Heršková            | Marit Kamps             | Asya Tavano            |
| ME 2024 | Raz Heršková            | Julia Tolofua           | Léa Fontaineová         | Kayra Ozdemirová       |
| ME 2025 | Romane Dicková          | Raz Heršková            | Asya Tavano             | Elis Startseva         |

## Ukončené disciplíny

### Bez rozdílu vah
|         | Zlato                   | Stříbro                 | Bronz                  | Bronz                  |
| ------- | ----------------------- | ----------------------- | ---------------------- | ---------------------- |
| ME 1975 | Catherine Pierreová     | Paulette Fouilletová    | Laura Di Tomaová       | Christiane Kieburgová  |
| ME 1976 | Laura Di Tomaová        | Carina Thomasová        | Catherine Pierreová    | Christiane Kieburgová  |
| ME 1977 | Jocelyne Triadouová     | Theresia Schrothová     | Catherine Pierreová    | Christiane Kieburgová  |
| ME 1978 | Verena Rothacherová     | Jocelyne Triadouová     | Marie-France Milová    | Avril Malleyová        |
| ME 1979 | Barbara Claßenová       | Catherine Pierreová     | Avril Malleyová        | Giovanna Parentiová    |
| ME 1980 | Barbara Claßenová       | Ingrid Berghmansová     | Avril Malleyová        | Paulette Fouilletová   |
| ME 1981 | Barbara Claßenová       | Ingrid Berghmansová     | Marjolein van Unenová  | Maria Teresa Mottaová  |
| ME 1982 | Edith Simonová          | Jolanda van Meggelenová | Barbara Claßenová      | Isabel Cortavitarteová |
| ME 1983 | Ingrid Berghmansová     | Maria Teresa Mottaová   | Barbara Claßenová      | Karin Poschová         |
| ME 1984 | Natalina Lupinová       | Maria Teresa Mottaová   | Karin Kutzová          | Sandra Bradshawová     |
| ME 1985 | Marjolein van Unenová   | Karin Poschová          | Beata Maksymowová      | Theresa Haydenová      |
| ME 1986 | Irene de Koková         | Roswitha Hartlová       | Karin Kutzová          | Christine Cicotová     |
| ME 1987 | Ingrid Berghmansová     | Regina Sigmundová       | Irene de Koková        | Laëtitia Meignanová    |
| ME 1988 | Ingrid Berghmansová     | Emmanuelle Mikulaová    | Cvetana Tomovová       | Beata Maksymowová      |
| ME 1989 | Angelique Serieseová    | Beata Maksymowová       | Jelena Gusčinová       | Ingrid Berghmansová    |
| ME 1990 | Sharon Leeová           | Natalina Lupinová       | Cvetana Tomovová       | Monique Aartsová       |
| ME 1991 | Monique van der Leeová  | Renata Szalová          | Karin Kutzová          | Natalina Lupinová      |
| ME 1992 | Angelique Serieseová    | Simona Richterová       | Karin Kutzová          | Natalina Lupinová      |
| ME 1993 | Angelique Serieseová    | Natalina Lupinová       | Karin Kutzová          | Irina Rodinová         |
| ME 1994 | Monique van der Leeová  | Christine Cicotová      | Beata Maksymowová      | Irina Rodinová         |
| ME 1995 | Angelique Serieseová    | Simona Richterová       | Cvetana Božilovová     | Raquel Barrientosová   |
| ME 1996 | Monique van der Leeová  | Donata Burgattaová      | Simona Richterová      | Irina Rodinová         |
| ME 1997 | Beata Maksymowová       | Françoise Harteveldová  | Raquel Barrientosová   | Brigitte Olivierová    |
| ME 1998 | Françoise Harteveldová  | Beata Maksymowová       | Irina Rodinová         | Katja Gerberová        |
| ME 1999 | Katja Gerberová         | Brigitte Olivierová     | Françoise Harteveldová | Clementina Papaová     |
| ME 2000 | Katja Gerberová         | Lucia Moricová          | Tea Donguzašviliová    | Cvetana Božilovová     |
| ME 2001 | Sandra Köppenová        | Anne-Sophie Mondièreová | Karina Bryantová       | Irina Rodinová         |
| ME 2002 | Katja Gerberová         | Tea Donguzašviliová     | Barbara Andolinaová    | Éva Bisséniová         |
| ME 2003 | Katrin Beinrothová      | Irina Rodinová          | Lucija Polavderová     | Cvetana Božilovová     |
| ME 2004 | Anne-Sophie Mondièreová | Maryna Prokofjevová     | Éva Bisséniová         | Sedrine Portetová      |
| ME 2005 | Anne-Sophie Mondièreová | Tea Donguzašviliová     | Małgorzata Górnická    | Natalja Sokolovová     |
| ME 2006 | Tea Donguzašviliová     | Natalja Sokolovová      | Jelena Ivaščenková     | Julija Borisiková      |
| ME 2007 | Jelena Ivaščenková      | Anaid Mchitarjanová     | Ketty Mathéová         | Małgorzata Górnická    |